# Militair Hospitaal (Dendermonde)

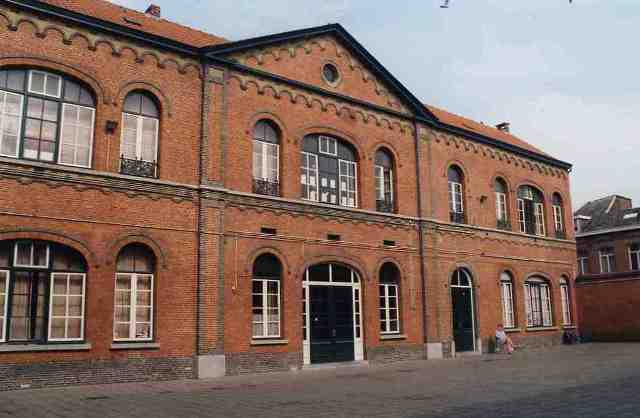
Voorgevel

Het Militair Hospitaal is een bouwwerk in de Oost-Vlaamse stad Dendermonde, gelegen aan de Zwijvickstraat 6-8.

## Geschiedenis
Op deze plaats was het in 1214 opgerichte Sint-Gillishospitaal gesitueerd en van 1223-1228 was daar ook de Abdij van Zwijveke gevestigd. Later werd dit pand bewoond door begijnen en kluizenaressen. In 1663-1664 vestigden zich hier de zusters Maricolen. In 1798 werd dit klooster, onder het Franse bewind, opgeheven. Er werd een psychiatrische kliniek in het klooster gevestigd dat in 1829 opnieuw door de Maricolen zou worden beheerd. In 1850 vertrokken de zusters Maricolen naar de Brusselsestraat. De Broeders van Liefde kwamen voor hen in de plaats. In 1858 werd besloten een nieuwe kliniek te bouwen naast de kloostergebouwen. In 1863 begon de bouw maar, wegens geldgebrek, werd het werk niet voltooid. De halfvoltooide gebouwen werden in 1867 aangekocht door de Belgische staat om er een militair hospitaal te vestigen. Dit kwam ook tot stand en het werd de daaropvolgende jaren uitgebreid. Vanaf 1887 verzorgden de Zwartzusters er de zieken.
Na de Eerste Wereldoorlog raakte het ziekenhuis in onbruik en vanaf 1926 werden Rijksscholen in het complex gevestigd, zoals de Middenschool Zwijveke die in 2009 uit het pand vertrok.

## Gebouw
Er is een monumentale voorgevel die gericht is naar het Heldenplein. Vier vleugels zijn om een binnenplaats gegroepeerd. De derde vleugel, waarvan de bouw in 1865 werd gestaakt, is later voltooid. Omstreeks 1870 is nog een L-vormig gebouw toegevoegd in eclectische stijl. Hier bevonden zich de directeur, de arts, de apotheek en ontvangstzalen.
De indeling van het gebouw werd, toen het de functie van schoolgebouw kreeg, sterk veranderd.